# Jordan Vogt-Roberts
Jordan Charles Vogt-Roberts là một đạo diễn và nhà biên kịch phim điện ảnh và truyền hình người Mỹ. Tác phẩm điện ảnh đầu tay của anh, The Kings of Summer, đã được trình chiếu tại Liên hoan phim Sundance 2013, và được đề cử cho giải thưởng Grand Jury Prize tại sự kiện này. Anh ngoài ra cũng tham gia viết và đạo diễn cho phim ngắn Successful Alcoholics đã được ra mắt tại Liên hoan phim Sundance và SXSW. Phim truyền hình Mash Up cũng do một tay anh đảm nhiệm vị trí đạo diễn và đồng biên kịch.

## Sự nghiệp
Vogt-Roberts được biết đến lần đầu tiên với phim điện ảnh The Kings of Summer. Phim được trình chiếu tại Liên hoan phim Sundance và Liên hoan phim quốc tế Cleveland, và thắng giải Narrative Feature Audience Award tại Liên hoan phim quốc tế Dallas vào năm 2013. Trước khi đảm nhiệm vị trí đạo diễn của The Kings of Summer, Vogt-Roberts đã viết và đạo diễn cho phim ngắn, Successful Alcoholics, với sự tham gia diễn xuất của T.J. Miller và Lizzy Caplan. Phim ngắn này đã được trình chiếu tại Liên hoan phim Sundance, Liên hoan phim SXSW, Liên hoan phim AFI và 30 liên hoan phim khác trong năm 2010.
Sau thành công của Successful Alcoholics, Vogt-Roberts bắt tay vào làm việc với dự án phim truyền hình Mash Up của kênh Comedy Central. Anh biên kịch bộ phim cùng với Miller và tham gia đạo diễn cho mọi tập phim. Vogt-Roberts cũng đảm nhiệm vai trò đạo diễn cho một vài tập trong phim truyền hình Funny or Die Presents và Death Valley, và hầu hết mọi tập phim của loạt phim trực tuyến Single Dads.
Tháng 9, 2014, thông tin chính thức xác nhận Roberts sẽ là đạo diễn cho phim điện ảnh bom tấn Kong: Đảo Đầu lâu được lên lịch công chiếu vào ngày 10 tháng 3 năm 2017.
Ngày 10 tháng 3 năm 2017, Jordan Vogt-Roberts đã được Bộ Văn hóa, Thể thao và Du lịch Việt Nam xác nhận bổ nhiệm làm Đại sứ Du lịch Việt Nam do sức lan toả và ảnh hưởng lớn của Kong: Đảo Đầu lâu, một phim điện ảnh được quay tại Việt Nam, tới khán giả thế giới.

## Danh sách phim

### Phim điện ảnh
| 2013 | The Kings of Summer         | Có | Có    | Phim đạo diễn đầu tay |
| 2014 | Nick Offerman: American Ham | Có | Có    | Phim tài liệu         |
| 2017 | Kong: Đảo Đầu lâu           | Có | Không |                       |

### Phim truyền hình
| 2011 | Death Valley     | Có | 3 tập |
| 2014 | You're the Worst | Có | 4 tập |